# Cabomba furcata
Cabomba furcata är en kabombaväxtart som beskrevs av Julius Hermann Schultes. Cabomba furcata ingår i släktet kabombor, och familjen kabombaväxter. Inga underarter finns listade i Catalogue of Life.